# Афиф, Александр
Александр де Афиф (Alexander de Afif; род. 12 февраля 1954, Мюнхен) — предприниматель с ливанскими, мексиканскими и немецкими корнями. Провозгласил себя 23 июля 2012 года главой Саксонского королевского дома, приняв титул маркграфа Мейсена. Сменил имя на Александр фон Саксен-Гессафе (Prinz von Sachsen-Gessaphe). Его права на наследие альбертинских Веттинов оспариваются другими претендентами.

## Биография
Родился в Мюнхене (ФРГ). Старший сын мексиканского гражданина Роберто де Афифа (1916—1978) и принцессы Марии-Анны Саксонской (1929—2012), второй дочери Фридриха Кристиана Саксонского, именовавшего себя маркграфом Мейсенским. У него есть два младших брата, Фридрих Вильгельм (род. 1955) и Карл Август (род. 1958).
Его отец Роберто де Афиф, именовавший себя «принцем Гессафе», происходил из ливанского христианского рода, правившего областью к северу от Бейрута. При рождении Александр, согласно салическому закону наследования саксонского престола, не имел права на главенство в Саксонском королевском доме. Кроме того, брак Марии-Анны Саксонской и Роберто де Афифа считался не равным (морганатическим). Несмотря на это, с 25 августа 1972 года Александр стал именовать себя принцем фон Саксен-Гессафе.
Александр рос, в основном, в Мексике, где возглавил логистическую компанию своего отца Роберто. Он женился на принцессе Гизеле Баварской (род. 10 сентября 1964), младшей дочери принца Рассо Баварского (1926—2011) и эрцгерцогини Терезы Австрийской (род. 1931). Светская церемония брака была заключена 3 апреля 1987 года в Мехико, а церковная церемония состоялась 29 августа 1987 года в Андексе (Бавария). Их дети:
- Георг Филипп Саксен-Гессафе (род. 24 мая 1988)
- Мориц Габриэль Роберт Саксен-Гессафе (род. 14 сентября 1989)
- Пауль Клеменс Саксен-Гессафе (род. 23 марта 1993)
- Мария-Терезита Саксен-Гессафе (род. 7 июля 1999), в 2023 году вышла замуж за графа Берила де Сапорта (род. 1999).
  - Филиппа де Сапорта (род. 30 августа 2024)[1]

Его брак с Гизелой Баварской увеличил его династический потенциал в глазах его дяди по матери, бездетного Марии Эммануэля Саксонского (1926—2012), маркграфа Мейсена. Первый наследник молодой принц Иоганн Саксен-Кобург-Готский (1969—1987), племянник Марии Эммануэля, погиб в 1987 году от травмы во время катания горных лыжах.
В феврале 2003 года Александр Саксен-Гессафе начал работу по привлечению мировых инвесторов в Саксонию, а также начал работать в качестве советника Георга Мильбрадта, премьер-министра Свободного государства Саксония. В 2008 году после отставки Георга Мильбрадта принц Александр Саксен-Гессафе прекратил свою работу в качестве советника.
Летом 2004 года он получил немецкое гражданство. В 2009 году принц покинул Германию и вернулся к проживанию в Южной Америке. В июле 2012 года Александр Саксен-Гессафе дал противоречивое интервью, где раскритиковал то, что он увидел, объяснив это неблагодарностью и отсутствием этикета у населения Восточной Германии (в состав которой входит и Саксония).

## Претендент на престол
Среди членов Саксонского королевского дома есть спор о главенстве в роде. Этот спор был вызван тем обстоятельством, что легитимный глава Мария Эммануэль Саксонский (1926—2012) не имел собственных детей.
Первым вероятным наследником Марии Эммануэля был его племянник, принц Иоганн Альберт Саксен-Кобург-Готский (1969—1987), единственный сын принцессы Матильды Саксонской (род. 1936) от брака с принцем Иоганном Генрихом Саксен-Кобург-Готским (1931—2010).
После смерти 17-летнего принца Иоганна Мария Эммануэль Саксонский стал рассматривать в качестве потенциального наследника другого племянника Александра Афифа, старшего сына принцессы Марии-Анны Саксонского (1929—2012) и Роберто де Афифа, принца Гессафо. Согласно Салической правде, брак Марии-Анны Саксонской и принца Гессафо считается не равным, а их дети не могли иметь династические права членов Саксонского дома. 14 мая 1997 года Мария Эммануэль, маркграф Мейсенский, признал своего племянника Александра своим наследником. Был составлен документ, который подписали Анастасия Ангальтская (жена Марии Эммануэля), принц Альберт Саксонский и его жена, урожденная Эльмира Хенке, принц Альберт Дедо Саксонский (за себя, своего брата Рупрехта Геро и их мачеху Вирджинию), принцессы Мария Жозефа, Мария-Анна и Матильда Саксонские, а также третья жена принца Георга Тимо, урожденная Ирина Айльтс. 1 июля 1999 года Мария Эммануэль, маркграф Мейсенский, усыновил своего племянника Александра Афифа.
Летом 2002 года принцы Альберт (младший брат Марии Эммануэля) и его двоюродные братья, принцы Дедо и Геро Саксонские отказались признать подписанное в 1997 году соглашение о признании принца Александра Афифа наследником главы Саксонского дома. В 2003 году принц Альберт Саксонский заявил, что прямая линия Альбертинской линии Веттинов будет продолжаться через принца Рюдигера и его сыновей. Однако глава Саксонского дома Мария Эммануэль продолжал до своей смерти считать своим наследником племянника и приёмного сына Александра Афифа.
В 2011 году принц Александр Саксен-Гессафе и его жена принцесса Гизела представляли королевскую семью Саксонии во время торжеств, связанных со свадьбой принца Георга Фридриха Гогенцоллерна (род. 1976), являвшегося главой королевской семьи Пруссии и номинальным претендентом на германский императорский престол.
Сразу же после смерти принца Марии Эммануэля в конце июля 2012 года его младший брат Альберт объявил себя главой Саксонского королевского дома. Согласно Журналу «Eurohistory», на похоронах Марии Эммануэля Альберт встретился со своим племянником Александр Саксен-Гессафе и признал его в качестве маркграфа Мейсенского. Однако это утверждение опровергается сам Альберт в своём последнем интервью, которое дал после похорон брата. Принц Александр, сославшись на соглашение от 1997 года, также объявил себя главой королевского дома Саксонии.
6 октября 2012 года 77-летний принц Альберт Саксонский скончался. После его смерти о своих претензиях на главенство в Саксонском доме заявил его племянник Рюдигер Саксонский (1953—2022), единственный сын принца Георга Тимо Саксонского (1923—1983) от морганатического брака. При жизни Мария Эммануэль Саксонский отказывался признавать Рюдигера полноправным членом Саксонского королевского дома. Позднее Рюдигер со своими сторонниками провел демонстрацию перед собором в знак протест против решения покойного Марии Эммануэля признать Александра Саксен-Гессафе своим наследником. На сайте семьи принца Рюдигера была заявлено, что после смерти бездетного Альберта его племянник Рюдигер становится его преемником и новым главой Саксонского дома.